# Haltichella bilobatus
Haltichella bilobatus är en stekelart som beskrevs av Schmitz 1946. Haltichella bilobatus ingår i släktet Haltichella och familjen bredlårsteklar. Inga underarter finns listade i Catalogue of Life.